# Ciupercenii Noi
Ciupercenii Noi – wieś w Rumunii, w okręgu Dolj, w gminie Ciupercenii Noi. W 2011 roku liczyła 4043 mieszkańców.